# Station Gif-sur-Yvette
Gif-sur-Yvette is een station gelegen in de Franse gemeente Gif-sur-Yvette en het departement van Essonne.

## Geschiedenis in jaartallen
- 28 augustus 1867: Gif-sur-Yvette werd geopend
- 18 januari 1938: Het station werd onderdeel van de Ligne de Sceaux
- 29 december 1977: Gif-sur-Yvette werd onderdeel van RER B

## Het station
Het station is onderdeel van het RER-netwerk (Lijn B) en ligt voor Carte Orange gebruikers in zone 5. Gif-sur-Yvette ligt aan RER-tak B4 en telt twee sporen, één extra naar het depot en twee perrons. Het station is eigendom van het Parijse vervoersbedrijf RATP

## Overstapmogelijkheid
- Noctilien
  - één buslijn

- Scientibus
  - drie buslijnen

## Vorig en volgend station
| Richting                    | Vorig station        | Lijn  | Volgend station | Richting                                             |
| --------------------------- | -------------------- | ----- | --------------- | ---------------------------------------------------- |
| Saint-Rémy-lès-Chevreuse B4 | Courcelle-sur-Yvette | RER B | La Hacquinière  | Aéroport Charles de Gaulle 2 TGV B3 Mitry - Claye B5 |